# Peter Hitchens
Peter Jonathan Hitchens (Sliema (Malta), 28 oktober 1951) is een Britse columnist, journalist en schrijver. Hij schrijft over politieke en levensbeschouwelijke onderwerpen en verdedigt christelijke thema's en conservatieve opvattingen over cultuur, politiek en moraal. Hij is jarenlang buitenlandcorrespondent geweest, onder andere in Moskou en Washington. Hij is de auteur van vijf boeken, waaronder The Abolition of Britain, A Brief History of Crime en The Rage against God. How Atheism led me to Faith. Peter Hitchens is de jongere broer van de in 2011 overleden atheïstische en antitheïstische journalist en schrijver Christopher Hitchens.

## Leven en werk
Peter Hitchens werd in 1951 geboren op Malta waar zijn vader als Brits marine-officier gestationeerd was. Hij volgde middelbaar onderwijs aan The Leys School en The Oxford College of Further Education. Hij heeft gestudeerd aan de Universiteit van York, waar hij een bachelorgraad (BA) in politicologie behaalde. Hij trouwde in 1983 met Eve Ross, de dochter van de linkse journalist David Ross.
Als jongeman hield Peter Hitchens er, net als zijn broer Christopher, enige tijd links-radicale en atheïstische denkbeelden op na. In The Rage against God. How Atheism led me to Faith beschrijft hij de ontwikkeling die hij heeft doorgemaakt van atheïstische en revolutionaire levensopvattingen naar het Anglicaanse geloof. Hij heeft met zijn broer Christopher die, samen met Sam Harris, Daniel Dennett en Richard Dawkins een representant is van wat wel Nieuw atheïsme wordt genoemd, in geschrifte en op televisie enkele keren gedebatteerd over hun contrasterende levensovertuigingen.
Hij is lid geweest van diverse politieke partijen, waaronder de Labour Party en de Conservative Party. De laatste partij verliet hij in 2003.
Hitchens werkte voor de Daily Express tussen 1977 en 2000, vanaf 1995 als politiek commentator en columnist. Sinds 2000 werkt hij voor The Mail on Sunday. Hij heeft ook geschreven voor The Spectator, The Guardian, The New Statesman en The American Conservative. Hij won in 2010 de Orwell Prize voor politieke journalistiek.
Hitchens is regelmatig op radio en televisie, onder andere als panellid van Question Time en Any Questions?, het BBC 1-programma This Week, The Daily Politics en The Big Questions. Hitchens maakte en presenteerde verschillende documentaires op Channel 4 en BBC 4 over politieke onderwerpen, onder andere over Nelson Mandela en David Cameron.

## Boeken
- 1999 - The Abolition of Britain. From Winston Churchill to Princess Diana, Londen: Quartet Books
- 2000 - Monday Morning Blues, Londen: Quartet Books
- 2003 - A Brief History of Crime. The decline of Order, Justice and Liberty in England, Londen: Atlantic
- 2004 - The Abolition of Liberty: The Decline of Order and Justice in England, Londen: Atlantic Books
- 2009 - The Broken Compass. How British Politics Lost its Way (alternatieve ondertitel: How Left and Right lost their Meaning), Londen: Continuum
- 2010 - The Rage Against God. How Atheism led me to Faith (alternatieve ondertitel: Why Faith is the Foundation of Civilization), Londen: Continuum
- 2010 - The Cameron Delusion, Londen: Continuum
- 2012 - The War We Never Fought. The British Establishment's Surrender to Drugs, Londen: Bloomsbury